# جو براشاو
جو براشاو (بالإنجليزية: Joe Bradshaw)‏ هو لاعب كرة قاعدة أمريكي، ولد في 17 أغسطس 1897 في RoEllen, Tennessee ‏ في الولايات المتحدة، وتوفي في 30 يناير 1985 في تافاريس في الولايات المتحدة.

## وصلات خارجية
- جو براشاو على موقعبيزبول رفرنس.كوم (الدوري الرئيسي) (الإنجليزية)
- جو براشاو على موقعبيزبول رفرنس.كوم (الدوري الثانوي) (الإنجليزية)
- جو براشاو على موقع مشجعي الرسوم البيانية (الإنجليزية)